# Hypericum fanjingense
Hypericum fanjingense är en johannesörtsväxtart som beskrevs av N.Robson. Hypericum fanjingense ingår i släktet johannesörter, och familjen johannesörtsväxter. Inga underarter finns listade i Catalogue of Life.